# El Chico Con La Espina En El Costado
El Chico Con La Espina En El Costado és el pseudònim artístic del músic Rubén Pozo (1976, Girona). Abans de dedicar-se al seu projecte personal havia estat membre de Poliester i Pletôria. És autor dels discos «El Chico Con La Espina En El Costado» (2002), «Tú rompió mi corazón» (2005) i «Sol y sombra» (2006), tots publicats en el segell Bankrobber. Entre les seves cançons destaquen «No te puedo hacer feliz» i «Antorchas por las plazas». La banda que acompanya Rubén Pozo està formada per Guillermo Martorell (guitarra), Agustí Busom Abús (baix) i Aleix Bou (bateria).

## Discografia
- El Chico Con La Espina En El Costado (Bankrobber, 2002)
- Tú rompió mi corazón (Bankrobber, 2005)
- Sol y sombra (Bankrobber, 2006)

Col·laboracions
- Pana, pijama, lana: Tributo a El Niño Gusano (Grabaciones en el Mar, 2004) amb la cançó «Casanova».

## Videoclips
- No te puedo hacer feliz (dir. Raúl Cuevas, 2005)
- Pasado (dir. Raúl Cuevas, 2005)
- Esa chica rubia (dir. Raúl Cuevas, 2006)
- Antochas por las plazas' (dir. Raúl Cuevas, 2007)